# 圣弥额尔圣殿 (帕尔马)

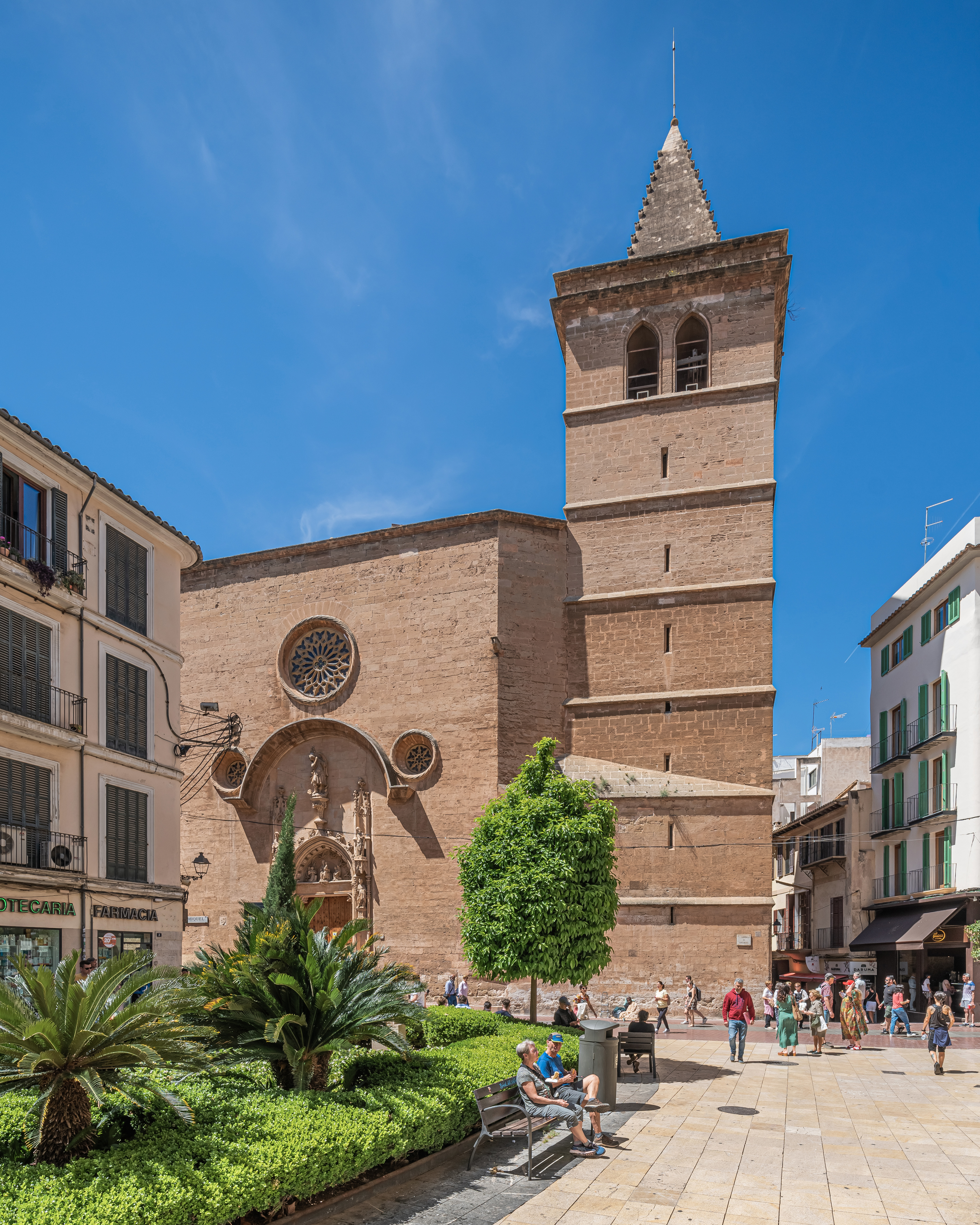
聖彌額爾聖殿

圣弥额尔圣殿（Església de Sant Miquel；西班牙语：Basílica de San Miguel）是一座天主教宗座圣殿（2018年3月19日由教宗方济各升格），位于西班牙巴利亚利群岛马略卡岛帕尔马的圣米格尔街（Calle de San Miguel）。 属于天主教马略卡教区。